# Innerschweizer Kulturpreis
Der Innerschweizer Kulturpreis ist ein Kulturpreis, vergeben von der 1951 gegründeten Innerschweizer Kulturstiftung. Er wird regelmässig, seit 1974 jährlich vergeben und ist seit 1995 mit 20'000 Franken und zuletzt mit 25'000 Franken dotiert.

## Vergabe
Der Stiftungsrat besteht aus sieben Mitgliedern, von denen der Regierungsrat des Kantons Luzern zwei, die Regierungen der Kantone Uri, Schwyz, Obwalden, Nidwalden und Zug je ein Mitglied delegieren. Geschäftsstelle ist die Abteilung Kultur- und Jugendförderung des Kantons Luzern. Der seit 1953, seit 1974 jährlich vergebene Preis zeichnet bedeutende kulturelle Leistungen aus dem Gebiet der Zentralschweiz aus. Laut Stiftungsstatut kann die Auszeichnung als Literaturpreis und als Kulturpreis vergeben werden. Preisträger sind in der Regel Einzelpersonen, doch wurde der Preis ausnahmsweise auch schon an Institutionen vergeben (zuletzt 1984 an die Choral-Schola des Stiftes Einsiedeln).